# Unione di Santa Caterina da Siena delle missionarie della scuola
L'Unione di Santa Caterina da Siena delle missionarie della scuola è un istituto religioso femminile di diritto pontificio: le suore di questa congregazione pospongono al loro nome la sigla M.d.S.

## Storia

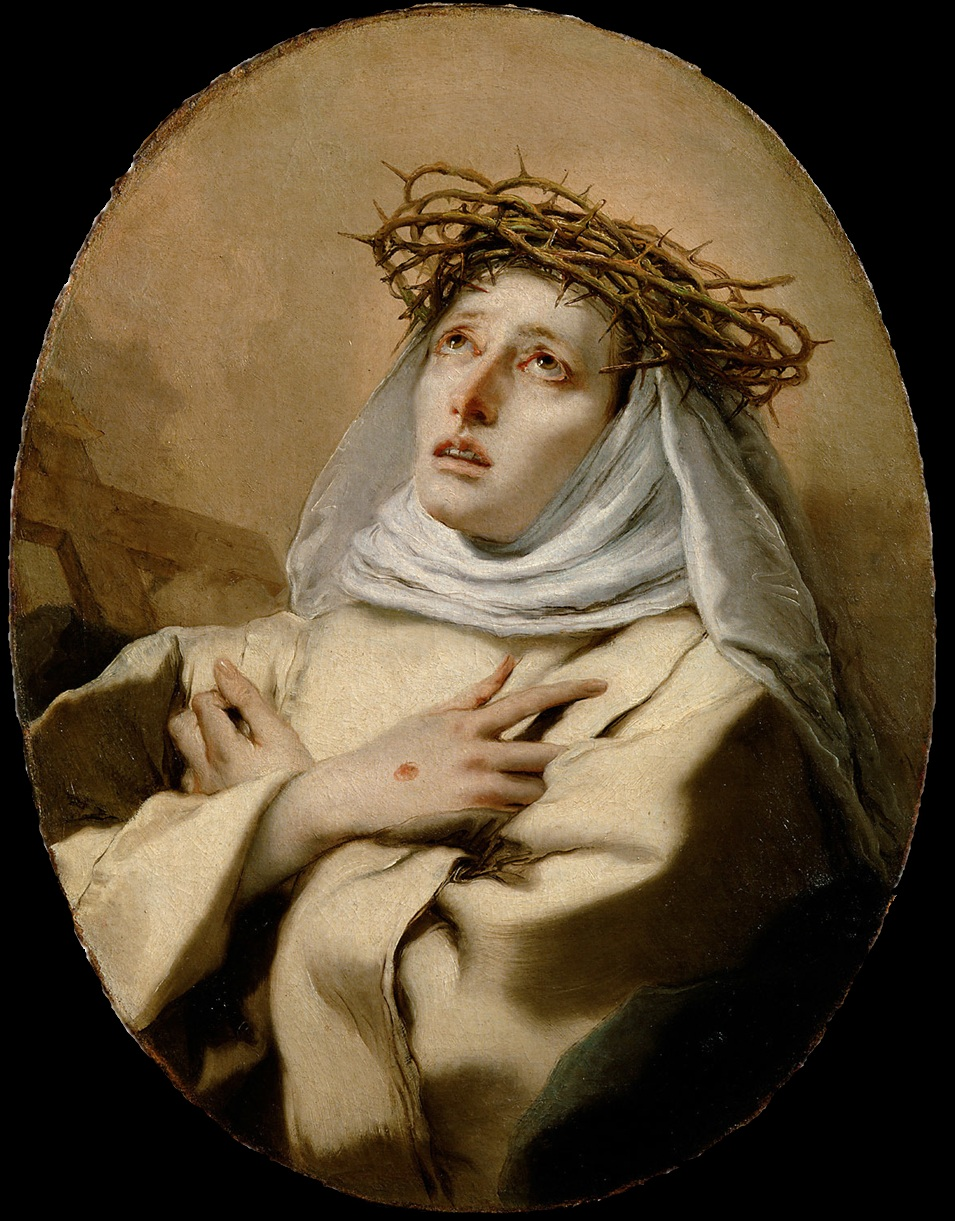
Santa Caterina da Siena, titolare della congregazione

La congregazione venne fondata da Luigia Tincani (1889-1976) per l'insegnamento nelle scuole pubbliche: con l'aiuto del frate domenicano Ludovico Fanfani (1876-1955). Il primo gruppo di terziarie domenicane formulò il proposito di consacrazione il 30 aprile 1917, nella cella di san Domenico, nel convento di Santa Sabina  in Roma.
Il Maestro generale dell'Ordine dei Predicatori, fr. Ludwig Theissling, incoraggiò l'opera e il 19 marzo 1919 l'approvò come "Unione S. Caterina per l'apostolato dell'insegnamento". Nel 1922 la prima comunità trovò sede presso l'ex convento domenicano di San Domenico a Gubbio, che fu la culla della congregazione.
Il 22 luglio 1924 la congregazione venne aggregata all'Ordine dei Frati Predicatori; fu approvata come congregazione religiosa di diritto diocesano dal vescovo di Gubbio il 4 agosto 1924; ricevette il pontificio decreto di lode il 6 febbraio 1934 e l'approvazione definitiva della Santa Sede il 25 gennaio 1943.
Le Costituzioni dell'istituto redatte dalla Fondatrice ottennero l'approvazione definitiva il 25 gennaio 1943; il testo rielaborato dalla stessa Fondatrice dopo il Concilio Vaticano II fu approvato dalla Santa Sede l'8 dicembre 1975. Dopo la promulgazione del Codice di diritto canonico del 1983, le Costituzioni vennero nuovamente riviste e approvate il 16 luglio 1989.

## Attività e diffusione
All'apostolato individuale delle religiose come insegnanti nelle scuole statali, la congregazione unisce opere di apostolato collettivo come la gestione di residenze universitarie, centri culturali, attività per la formazione teologica dei laici, catechesi e sostegno scolastico.
Nel 1939, per la formazione delle religiose insegnanti, le Missionarie della Scuola istituirono a Roma un Istituto universitario pareggiato di Magistero da cui poi ebbe origine la Libera Università Maria Santissima Assunta.
Oltre che in Italia, le Missionarie della Scuola sono presenti in India, in Pakistan e in Polonia; la sede generalizia è sulla via Appia Antica a Roma.
Alla fine del 2015 la congregazione contava 157 religiose in 24 case.